# فورينزا
فورينزا (بالإيطالية: Forenza)‏ هي بلدية في مقاطعة بوتنسا في إقليم بازيليكاتا الإيطالي.

## السكان
في سنة 1861 بلغ عدد السكان 7٬760 نسمة، وتطور العدد ليصل في سنة 2011 لـ 2٬209 نسمة.
يظهر هذا المخطط البياني تطور النمو السكاني لـ فورينزا